# Aleksandr Kuzyukov
Aleksandr Anatolievitch Kouzioukov (en russe : Александр Анатольевич Кузюков), né le 7 août 1987 à Marianovka, Oblast d'Omsk, est un escrimeur handisport russe. Durant les Jeux paralympiques de 2020, il devient champion paralympique à l'épée individuelle, catégorie A. Ce faisant, il devient le premier champion paralympique de son pays dans ce sport.
Kuzyukov a perdu l'usage de ses jambes en travaillant sur un chantier de construction en 2006, à l'âge de 18 ans. Après avoir pratiqué la course à pied, la natation et le basket-ball durant sa jeunesse, il se tourne vers l'escrime en fauteuil après son accident.

## Palmarès
- Jeux paralympiques
  -  Médaille d'or à l'épée individuelle aux Jeux paralympiques de 2020 à Tokyo
  -  Médaille d'or à l'épée par équipes aux Jeux paralympiques de 2020 à Tokyo